# A Beautiful Lie
A Beautiful Lie ist das zweite Studioalbum der US-amerikanischen Rockband Thirty Seconds to Mars, das im August 2005 erschien.

## Entstehung und Veröffentlichung
Die Erstveröffentlichung von A Beautiful Lie erfolgte am 16. August 2005 bei Virgin Records (Katalognummer: V5-90992). Das Album erschien in seiner Originalausführung als CD und Download mit zwölf Titeln (Katalognummer: 7243 5 90992 2 4). Das Lied A Modern Myth endet eigentlich nach 2:58 Minuten, bei 12:26 Minuten setzt jedoch der Hidden Track Praying for a Riot ein. Im Dezember desselben Jahres erschien in Japan eine Deluxeversion mit eine abgewandelten Version zu The Kill und einer Akustikversion zu Was It a Dream als Bonustitel (Katalognummer: TOCP-66492). Im Jahr 2006 erschien das Album erstmals als LP-Ausführung (Katalognummer: 7243 5 90992 1 7) sowie am 5. Dezember 2006 als CD-Ausführung mit der Bonus-DVD Initium (Katalognummer: 0946 3 79267 2 7).
Geschrieben wurden alle Lieder, mit Ausnahme des Björk-Covers Hunter, von den Thirty-Seconds-to-Mars-Mitgliedern Jared und Shannon Leto, Tim Kellehr sowie Tomo Miličević. Jared Leto schrieb dabei acht Lieder alleine. Inhaltlich behandelt das Album auch politische Themen, wie unter anderem den Klimawandel in A Beautiful Lie. Die Band zeichnete zudem gemeinsam, zusammen mit Josh Abraham, für die Produktion aller Lieder verantwortlich.

## Titelliste
1. Attack – 3:09
2. A Beautiful Lie – 4:05
3. The Kill – 3:51
4. Was It a Dream? – 4:15
5. The Fantasy – 4:29
6. Savior – 3:11
7. From Yesterday – 4:08
8. The Story – 3:55
9. R-Evolve – 3:59
10. A Modern Myth – 14:10 (inkl. Hidden Track Praying for a Riot)
11. Battle of One – 2:47
12. Hunter – 3:54

Bonustitel (Japan)
1. Was It a Dream (Acoustic)
2. The Kill (Rebirth)

## Singleauskopplungen
| Jahr | Titel              | Höchstplatzierung, Gesamtwochen, AuszeichnungChartplatzierungen (Jahr, Titel, , Platzierungen, Wochen, Auszeichnungen, Anmerkungen) | Höchstplatzierung, Gesamtwochen, AuszeichnungChartplatzierungen (Jahr, Titel, , Platzierungen, Wochen, Auszeichnungen, Anmerkungen) | Höchstplatzierung, Gesamtwochen, AuszeichnungChartplatzierungen (Jahr, Titel, , Platzierungen, Wochen, Auszeichnungen, Anmerkungen) | Höchstplatzierung, Gesamtwochen, AuszeichnungChartplatzierungen (Jahr, Titel, , Platzierungen, Wochen, Auszeichnungen, Anmerkungen) | Höchstplatzierung, Gesamtwochen, AuszeichnungChartplatzierungen (Jahr, Titel, , Platzierungen, Wochen, Auszeichnungen, Anmerkungen) | Anmerkungen                                                 |
| Jahr | Titel              | DE | AT | CH | UK | US | Anmerkungen                                                 |
| ---- | ------------------ | --- | --- | --- | --- | --- | ----------------------------------------------------------- |
| 2006 | The Kill (Bury Me) | DE36 Gold · (12 Wo.)DE | AT39 (8 Wo.)AT | CH52 (1 Wo.)CH | UK28 Platin · (12 Wo.)UK | US65 ×2Doppelplatin · (20 Wo.)US | Erstveröffentlichung: 24. Januar 2006 Verkäufe: + 2.860.000 |
| 2006 | From Yesterday     | DE72 (3 Wo.)DE | AT53 (2 Wo.)AT | — | UK37 (4 Wo.)UK | US76 (8 Wo.)US | Erstveröffentlichung: 7. November 2006 Verkäufe: + 7.500    |
| 2007 | A Beautiful Lie    | DE92 (1 Wo.)DE | — | — | — | — | Erstveröffentlichung: 17. Dezember 2007                     |

## Rezeption

### Rezensionen
Laut.de findet, dass die Musik ähnlich kalt, aseptisch, auch ein Stück weit kalkuliert wirke wie das Cover. Das Album wird dank Produzent Josh Abraham mit Linkin Park und Velvet Revolver verglichen: Pathetischer Rock, sauber vorgetragen, selbst Ecken und Kanten werden scheinbar gezielt gesetzt. Auch CDstarts.de lobte die Produktion des Albums: Dass „A Beautiful Lie“ trotzdem zündet liegt an der einmal mehr makellosen Produktion, für die sich Josh Abraham, der schon für Linkin Park die Regler schob, auf die Schulter klopfen darf. Der Hidden Track wurde als sehr verzichtbar und die Coverversion von Hunter als unnötig bezeichnet. Insgesamt wurden 6.5 von 10 Punkten vergeben. Allmusic.com vergab 2 von 5 möglichen Sternen.

### Verwendung in den Medien
Attack und The Kill sind als DLC für das Computerspiel Rock Band verfügbar.

## Kommerzieller Erfolg

### Chartplatzierungen
| ChartsChartplatzierungen       | Höchstplatzierung | Wochen |
| ------------------------------ | ----------------- | ------ |
| Deutschland (GfK)              | 30 (21 Wo.)       | 21     |
| Österreich (Ö3)                | 10 (27 Wo.)       | 27     |
| Schweiz (IFPI)                 | 49 (5 Wo.)        | 5      |
| Vereinigte Staaten (Billboard) | 36 (74 Wo.)       | 74     |
| Vereinigtes Königreich (OCC)   | 38 (24 Wo.)       | 24     |

### Auszeichnungen für Musikverkäufe
Das Album verkaufte sich laut Quellen weltweit über 3,5 Millionen Mal. Es verkaufte sich alleine in den Vereinigten Staaten über 1,2 Millionen Mal, davon über 21.000 Mal in der ersten Verkaufswoche.
| Land/Region                  | Auszeichnungen für Musikverkäufe (Land/Region, Auszeichnung, Verkäufe) | Verkäufe  |
| ---------------------------- | ---------------------------------------------------------------------- | --------- |
| Australien (ARIA)            | Gold                                                                   | 35.000    |
| Deutschland (BVMI)           | Platin                                                                 | 200.000   |
| Italien (FIMI)               | Gold                                                                   | 25.000    |
| Kanada (MC)                  | Gold                                                                   | 50.000    |
| Neuseeland (RMNZ)            | Platin                                                                 | 15.000    |
| Südafrika (RISA)             | Gold                                                                   | 20.000    |
| Vereinigte Staaten (RIAA)    | Platin                                                                 | 1.200.000 |
| Vereinigtes Königreich (BPI) | Platin                                                                 | 300.000   |
| Insgesamt                    | 4× Gold · 4× Platin ·                                                  | 1.845.000 |